# Cabinet Söder III
État libre de Bavière
Söder II 
Le cabinet Söder III (en allemand : Kabinett Söder III) est le gouvernement de l'État libre de Bavière depuis le 8 novembre 2023, sous la 19e législature du Landtag.
Il est dirigé par le chrétien-démocrate Markus Söder, à nouveau vainqueur à la majorité relative des élections régionales, et constitué d'une coalition entre l'Union chrétienne-sociale et les Électeurs libres. Il succède au cabinet Söder II, qui réunissait les mêmes formations politiques.

## Historique du mandat
Ce gouvernement est dirigé par le ministre-président chrétien-démocrate sortant Markus Söder. Il est constitué et soutenu par une coalition entre l'Union chrétienne-sociale en Bavière (CSU) et les Électeurs libres (FW). Ensemble, ils disposent de 122 députés sur 203, soit 60,1 % des sièges du Landtag.
Il est formé à la suite des élections régionales du 8 octobre 2023.
Il succède donc au cabinet Söder II, constitué et soutenu par une coalition identique.

### Formation
Au cours des élections régionales, l'Union chrétienne-sociale vire de nouveau en tête. Son partenaire de coalition dans le gouvernement sortant, les Électeurs libres, prend la deuxième place. Le soir-même, le ministre-président, Markus Söder, exprime sa volonté de reconduire l'alliance unissant la CSU et les FW.
Après avoir tenu des discussions exploratoires le 12 octobre, l'Union chrétienne-sociale et les Électeurs libres ouvrent le 13 octobre des négociations pour effectivement reconduire leur partenariat. Le 26 octobre suivant, Markus Söder et Hubert Aiwanger signent, au nom de la CSU et des FW, un nouvel accord de coalition, en compagnie de leurs présidents de groupe parlementaire respectifs. L'entente entre les deux formations prévoit que les Électeurs libres récupèrent le ministère du Numérique, occupant désormais quatre sièges au Conseil des ministres.
Disposant théoriquement de 122 députés sur 203, Markus Söder est réélu ministre-président le 31 octobre par le Landtag, avec 120 voix pour, 76 voix contre et 3 abstentions, 198 parlementaires ayant pris part au vote. Le 8 novembre, il forme son nouvel exécutif, qui compte encore moins de femmes que le précédent, une constante depuis 2021 et qui voit Melanie Huml, la plus ancienne ministre bavaroise en fonction, quitter le gouvernement.

## Composition
- Par rapport au cabinet Söder II, les nouveaux ministres sont indiqués en gras, ceux ayant changé d'attributions le sont en italique.

| Poste                                                                                     | Titulaire | Titulaire            | Parti |
| ----------------------------------------------------------------------------------------- | --------- | -------------------- | ----- |
| Ministre-président                                                                        |           | Markus Söder         | CSU   |
| Vice-ministre-président Ministre de l'Économie, du Développement régional et de l'Énergie |           | Hubert Aiwanger      | FW    |
| Vice-ministre-président Ministre de la Famille, du Travail et des Affaires sociales       |           | Ulrike Scharf        | CSU   |
| Ministre de l'Intérieur, des Sports et de l'Intégration                                   |           | Joachim Herrmann     | CSU   |
| Ministre du Logement, des Travaux publics et des Transports                               |           | Christian Bernreiter | CSU   |
| Ministre de la Justice                                                                    |           | Georg Eisenreich     | CSU   |
| Ministre de l'Enseignement et de l'Éducation                                              |           | Anna Stolz           | FW    |
| Ministre de la Science et de la Culture                                                   |           | Markus Blume         | CSU   |
| Ministre des Finances et de la Patrie                                                     |           | Albert Füracker      | CSU   |
| Ministre de l'Environnement et de la Protection des consommateurs                         |           | Thorsten Glauber     | FW    |
| Ministre de l'Alimentation, de l'Agriculture, des Forêts et du Tourisme                   |           | Michaela Kaniber     | CSU   |
| Ministre de la Santé, des Soins et de la Prévention                                       |           | Judith Gerlach       | CSU   |
| Ministre du Numérique                                                                     |           | Fabian Mehring       | FW    |
| Ministre des Affaires fédérales et des Médias Directeur de la chancellerie                |           | Florian Herrmann     | CSU   |
| Ministre des Affaires européennes et internationales                                      |           | Eric Beißwenger      | CSU   |